# Národní syndikalismus
Národní syndikalismus (nebo také nacionální syndikalismus) je ekonomicky levicová, nacionalistická, autoritářská a kulturně pravicová ideologie. Vznikl z tendence revolučních syndikalistů spojovat se s integrálními nacionalisty. Staví se proti kapitalismu, liberální demokracii a obvykle i sekularismu. Ideologie bývá spojována buď s integralismem, nebo s fašismem.

## Dějiny

### Portugalský národní syndikalismus
Národní syndikalismus v Portugalsku byl charakterizován odsouzením totalitarismu přítomného v německých a italských společnostech během 30. let 20. století, jeho vůdce Francisco Rolão Preto prohlásil během banketu, že Národní syndikalistické hnutí je „za demokracií, fašismem a komunismem“. Národní syndikalistické hnutí mělo silnou katolickou inspiraci, jejich symbolem byl Řád Kristova kříže, byli velmi populární mezi vysokoškoláky a mladými vojáky. Podporovalo katolické sociální učení, křesťanský personalismus, integralismus, municipalismus a obnovu tradiční monarchie a bylo proti komunismu a kapitalismu. Jeho členové byli také známí jako Blueshirts, protože používali modré košile jako uniformy.

### Italský národní syndikalismus
Na počátku 20. století se v Itálii stále více navzájem ovlivňovali nacionalisté a syndikalisté. V letech 1902 až 1910 se řada italských revolučních syndikalistů včetně Artura Labrioly, Agostina Lanzilla, Angela Oliviera Olivettiho, Alceste De Ambris, Filippa Corridoniho a Sergia Panunzia snažila sjednotit italskou nacionalistickou věc se syndikalistickou věcí a vstoupila do kontaktu s italským nacionalistou. Tito italští národní syndikalisté zastávali společný soubor principů: odmítnutí buržoazních hodnot, demokracie, liberalismu, marxismu, internacionalismu a pacifismu a zároveň prosazovali hrdinství, vitalismus a násilí. Ne všichni italští revoluční syndikalisté se připojili k fašistické věci, ale většina syndikalistických vůdců nakonec přijala nacionalismus a patřila mezi zakladatele fašistického hnutí, kde mnozí dokonce zastávali klíčové posty v Mussoliniho režimu. Benito Mussolini v roce 1909 prohlásil, že do roku 1904 během generální stávky konvertoval k revolučnímu syndikalismu.